# Diplectrona mafulua
Diplectrona mafulua là một loài Trichoptera trong họ Hydropsychidae. Chúng phân bố ở miền Australasia.